# 方士庶

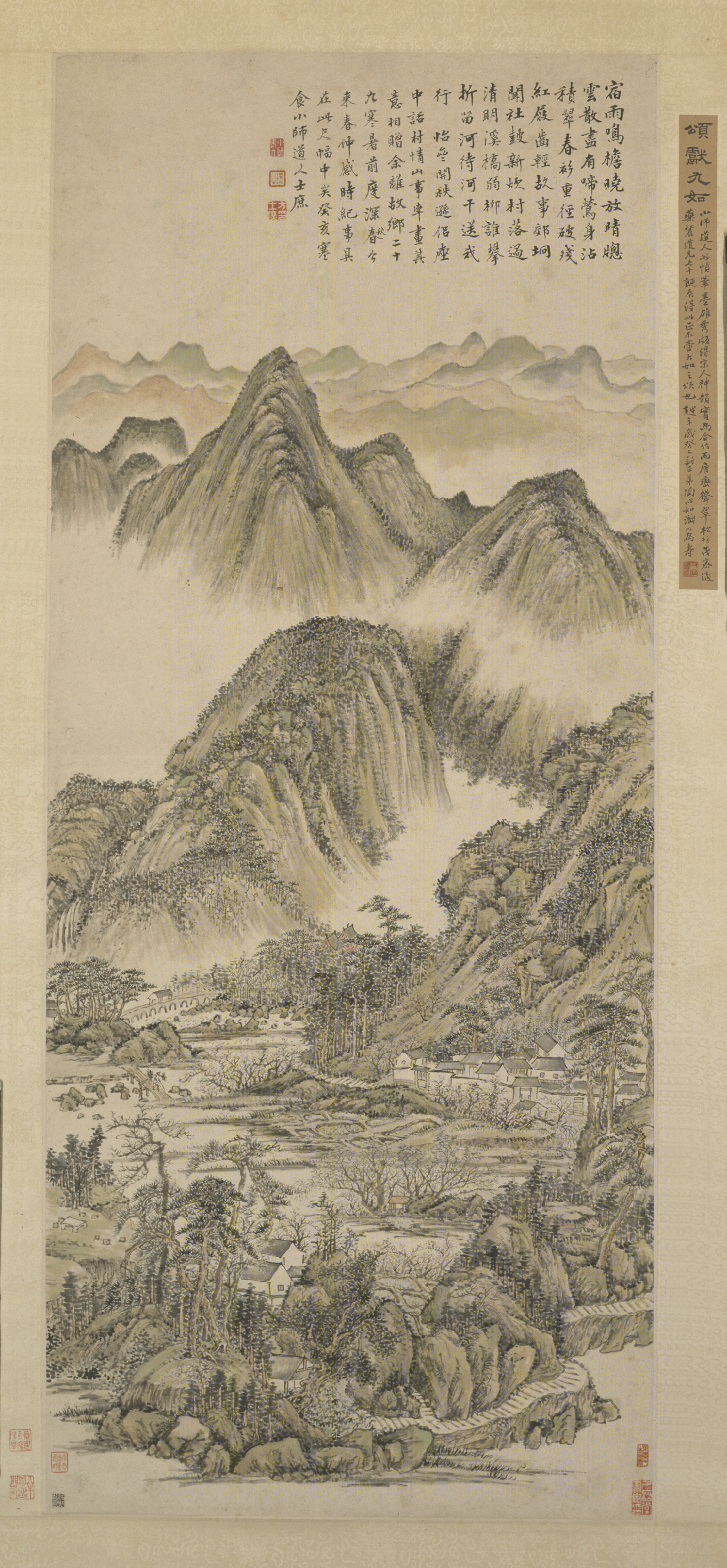
方士庶绘《山水图》（北京故宫博物院藏）

方士庶（1693年—1751年），字循遠，一作洵遠，號環山，別號小獅道人。新安（今安徽歙县）人，清代畫家。
父方职，為諸生。士庶出生未滿月即过继给身为陕西布政使的伯父方觐。屡试不中，遂放弃举业，以賣盐为生。工書善畫，在盐商汪令闻的牽引下，受學于“娄东派”名家黃鼎，山水用筆靈敏，气韻駘宕，兼善花卉寫生，时谓之为王原祁后山水第一，追隨者眾，形成小獅畫派。書法學董其昌，行楷結构嚴密。
据《宋元明清書畫家年表》，雍正年間作有《巨然橫山圖》、《拙政園圖》；乾隆時作有《云山圖》、《夏山欲雨圖》、《云斷岳連團》、《竹堂夜坐圖》、《湖庄春曉圖》、《松根看云圖》、《秋林詩思圖》、《松柏同春圖》、《北苑夏山煙靄圖》等。尤善作詩，其詩格律淡遠，能与其畫相愜。有《環山詩鈔》。